# Liste der Naturdenkmale im Landkreis Bautzen
Die Liste der Naturdenkmale im Landkreis Bautzen nennt die Listen der in den Städten und Gemeinden im Landkreis Bautzen in Sachsen gelegenen Naturdenkmale.

## Naturdenkmale im Landkreis Bautzen
Um eine Übersicht der Naturdenkmale im Landkreis zu schaffen, wurde diese Liste erstellt.

Diese Liste ist zur besseren Bearbeitung in Teillisten für die Städte und Gemeinden im Landkreis Bautzen unterteilt.
| Gemeinde/Stadt (deutsch)   | Gemeinde/Stadt (sorbisch) | Liste                                                      |
| -------------------------- | ------------------------- | ---------------------------------------------------------- |
| Arnsdorf                   | Warnoćicy                 | Liste der Naturdenkmale in Arnsdorf                        |
| Bautzen                    | Budyšin                   | Liste der Naturdenkmale in Bautzen                         |
| Bernsdorf (Oberlausitz)    | Njedźichow                | Liste der Naturdenkmale in Bernsdorf (Oberlausitz)         |
| Bischofswerda              | Biskopicy                 | Liste der Naturdenkmale in Bischofswerda                   |
| Burkau                     | Porchow                   | Liste der Naturdenkmale in Burkau                          |
| Crostwitz                  | Chrósćicy                 | Liste der Naturdenkmale in Crostwitz                       |
| Cunewalde                  | Kumwałd                   | Liste der Naturdenkmale in Cunewalde                       |
| Demitz-Thumitz             | Zemicy-Tumicy             | Liste der Naturdenkmale in Demitz-Thumitz                  |
| Doberschau-Gaußig          | Dobruša-Huska             | Liste der Naturdenkmale in Doberschau-Gaußig               |
| Elsterheide                | Halštrowska hola          | keine Naturdenkmale bekannt                                |
| Elstra                     | Halštrow                  | Liste der Naturdenkmale in Elstra                          |
| Frankenthal (Sachsen)      |                           | Liste der Naturdenkmale in Frankenthal (Sachsen)           |
| Göda                       | Hodźij                    | Liste der Naturdenkmale in Göda                            |
| Großdubrau                 | Wulka Dubrawa             | Liste der Naturdenkmale in Großdubrau                      |
| Großharthau                |                           | Liste der Naturdenkmale in Großharthau                     |
| Großnaundorf               |                           | Liste der Naturdenkmale in Großnaundorf                    |
| Großpostwitz               | Budestecy                 | Liste der Naturdenkmale in Großpostwitz                    |
| Großröhrsdorf              |                           | Liste der Naturdenkmale in Großröhrsdorf                   |
| Haselbachtal               |                           | Liste der Naturdenkmale in Haselbachtal                    |
| Hochkirch                  | Bukecy                    | Liste der Naturdenkmale in Hochkirch                       |
| Hoyerswerda                | Wojerecy                  | Liste der Naturdenkmale in Hoyerswerda                     |
| Kamenz                     | Kamjenc                   | Liste der Naturdenkmale in Kamenz                          |
| Königsbrück                | Kinspork                  | Liste der Naturdenkmale in Königsbrück                     |
| Königswartha               | Rakecy                    | Liste der Naturdenkmale in Königswartha                    |
| Kubschütz                  | Kubšicy                   | Liste der Naturdenkmale in Kubschütz                       |
| Laußnitz                   | Łužnica                   | Liste der Naturdenkmale in Laußnitz                        |
| Lauta                      | Łuty                      | Liste der Naturdenkmale in Lauta                           |
| Lichtenberg                | Swětła                    | Liste der Naturdenkmale in Lichtenberg (Landkreis Bautzen) |
| Lohsa                      | Łaz                       | Liste der Naturdenkmale in Lohsa                           |
| Malschwitz                 | Malešecy                  | Liste der Naturdenkmale in Malschwitz                      |
| Nebelschütz                | Njebjelčicy               | Liste der Naturdenkmale in Nebelschütz                     |
| Neschwitz                  | Njeswačidło               | Liste der Naturdenkmale in Neschwitz                       |
| Neukirch (bei Königsbrück) |                           | Liste der Naturdenkmale in Neukirch (bei Königsbrück)      |
| Neukirch/Lausitz           | Wjazońca                  | Liste der Naturdenkmale in Neukirch/Lausitz                |
| Obergurig                  | Hornja Hórka              | keine Naturdenkmale bekannt                                |
| Ohorn                      | Mohorn                    | Liste der Naturdenkmale in Ohorn                           |
| Oßling                     | Wóslink                   | Liste der Naturdenkmale in Oßling                          |
| Ottendorf-Okrilla          |                           | Liste der Naturdenkmale in Ottendorf-Okrilla               |
| Panschwitz-Kuckau          | Pančicy-Kukow             | Liste der Naturdenkmale in Panschwitz-Kuckau               |
| Pulsnitz                   | Połčnica                  | Liste der Naturdenkmale in Pulsnitz                        |
| Puschwitz                  | Bóšicy                    | Liste der Naturdenkmale in Puschwitz                       |
| Räckelwitz                 | Worklecy                  | Liste der Naturdenkmale in Räckelwitz                      |
| Radeberg                   |                           | Liste der Naturdenkmale in Radeberg                        |
| Radibor                    | Radwor                    | Liste der Naturdenkmale in Radibor                         |
| Ralbitz-Rosenthal          | Ralbicy-Róžant            | Liste der Naturdenkmale in Ralbitz-Rosenthal               |
| Rammenau                   | Ramnow                    | Liste der Naturdenkmale in Rammenau                        |
| Schirgiswalde-Kirschau     | Šěrachow-Korzym           | Liste der Naturdenkmale in Schirgiswalde-Kirschau          |
| Schmölln-Putzkau           | Smělna-Póckowy            | Liste der Naturdenkmale in Schmölln-Putzkau                |
| Schwepnitz                 | Sepicy                    | Liste der Naturdenkmale in Schwepnitz                      |
| Sohland an der Spree       | Załom                     | Liste der Naturdenkmale in Sohland an der Spree            |
| Spreetal                   | Sprjewiny Doł             | keine Naturdenkmale bekannt                                |
| Steina                     | Sćenjow                   | Liste der Naturdenkmale in Steina (Sachsen)                |
| Steinigtwolmsdorf          | Wołbramecy                | Liste der Naturdenkmale in Steinigtwolmsdorf               |
| Wachau (Sachsen)           |                           | Liste der Naturdenkmale in Wachau (Sachsen)                |
| Weißenberg                 | Wóspork                   | Liste der Naturdenkmale in Weißenberg                      |
| Wilthen                    | Wjelećin                  | Liste der Naturdenkmale in Wilthen                         |
| Wittichenau                | Kulow                     | Liste der Naturdenkmale in Wittichenau                     |